# Église San Pietro de Reggio d'Émilie
L'église San Pietro (Saint-Pierre) est une église catholique située en Italie à Reggio d'Émilie donnant via Emilia San Pietro. Elle est dédiée à saint Pierre et dépend du diocèse de Reggio d'Émilie-Guastalla.

## Histoire
L'église est construite à partir de 1586 selon le projet de l'architecte Giulio della Torre, architecte de Bologne, ; elle a été modifiée ensuite par Sebastiano Sorina. En 1629, la grande coupole est érigée selon les dessins de Paolo Messori et la façade est terminée en 1782.
Cette église remplace une église plus ancienne dont les premières mentions datent de 1140. Elle est attribuée aux bénédictins en 1513 dont le monastère adossé aux remparts de la ville avait été détruit par le siège du duc Alphonse Ier d'Este, seigneur de Ferrare. Ce sont les bénédictins qui font construire la nouvelle église et un nouveau monastère à côté (dédié à saint Pierre et à saint Prospère).
Le petit cloître avec son élégante colonnade et la première partie de l'œuvre sont achevés en 1524. Le grand cloître est commencé vers 1580 ; son style est influencé par le palais Te de Mantoue, dessiné par Giulio Romano. Ensuite la nouvelle église, plus grande, est construite pour être en harmonie avec le monastère, dans le style Renaissance empreint de maniérisme.
L'intérieur est orné entre autres d'œuvres d'Alessandro Tiarini, Paolo Emilio Besenzi, Pietro Desani et Malossi. Deux œuvres de Luca Ferrari représentent l'une Le Baptême de Jésus et l'autre Les Noces de Cana.

## Illustrations

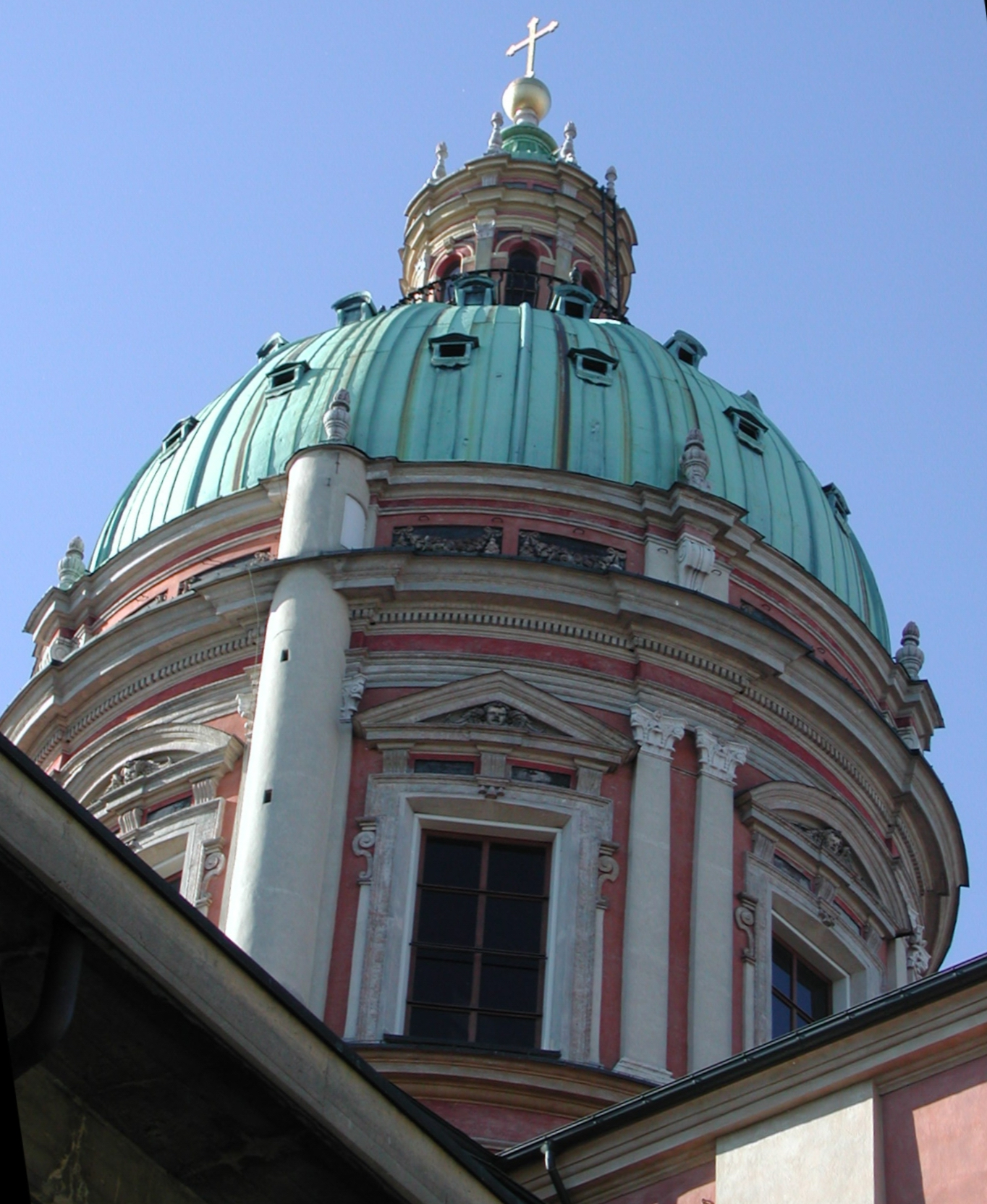
Coupole vue de l'extérieur
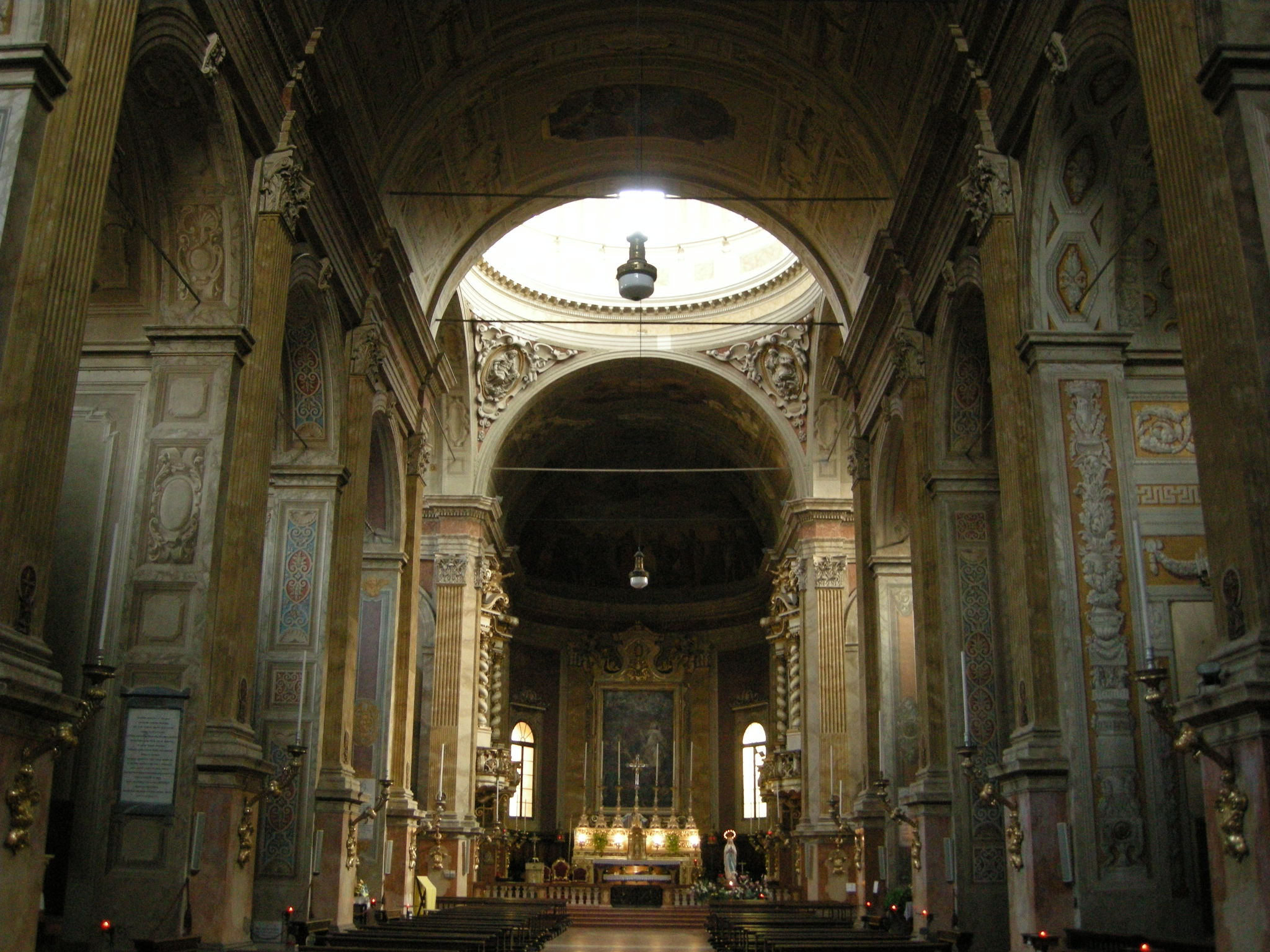
Intérieur
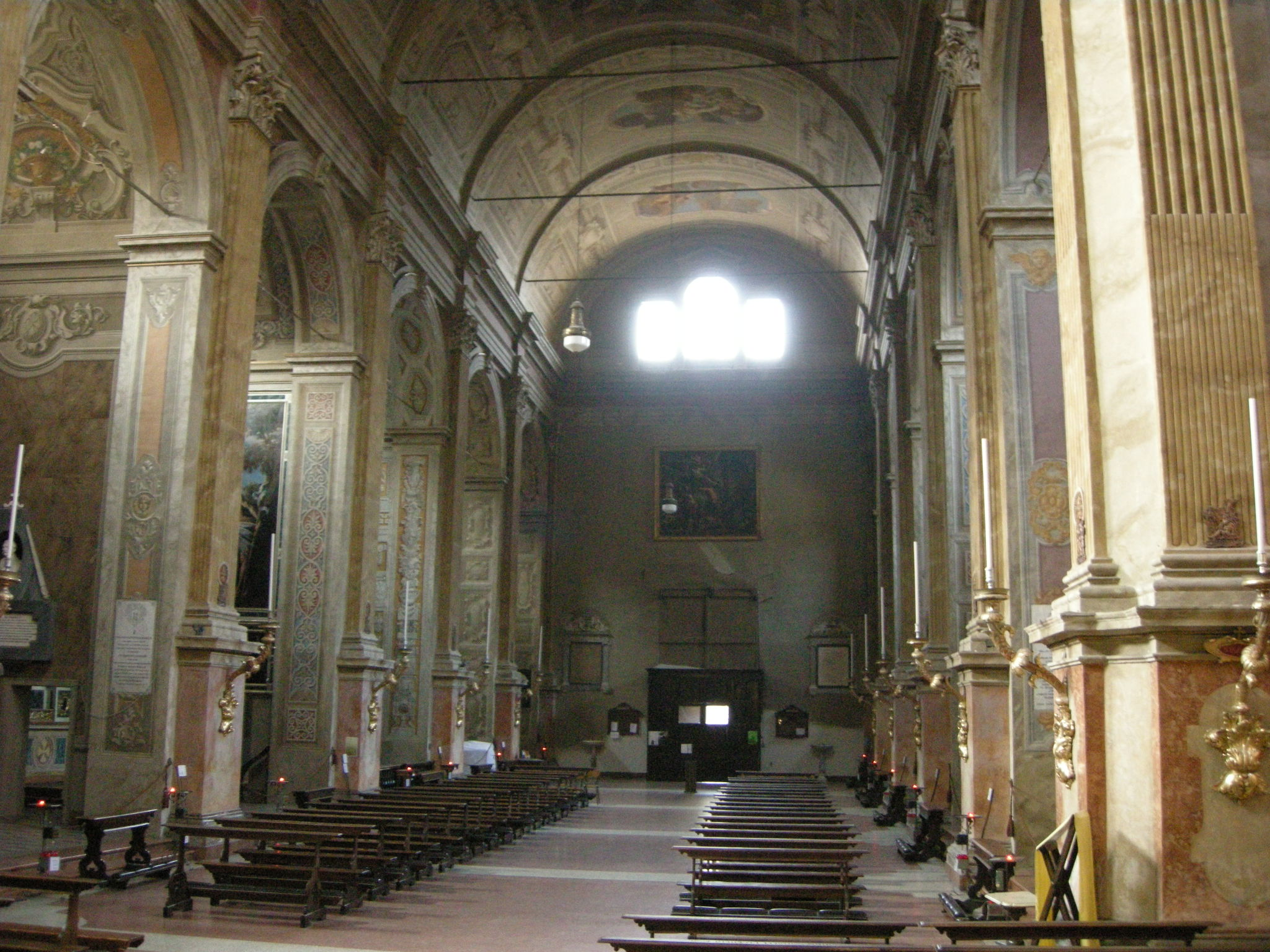
Intérieur
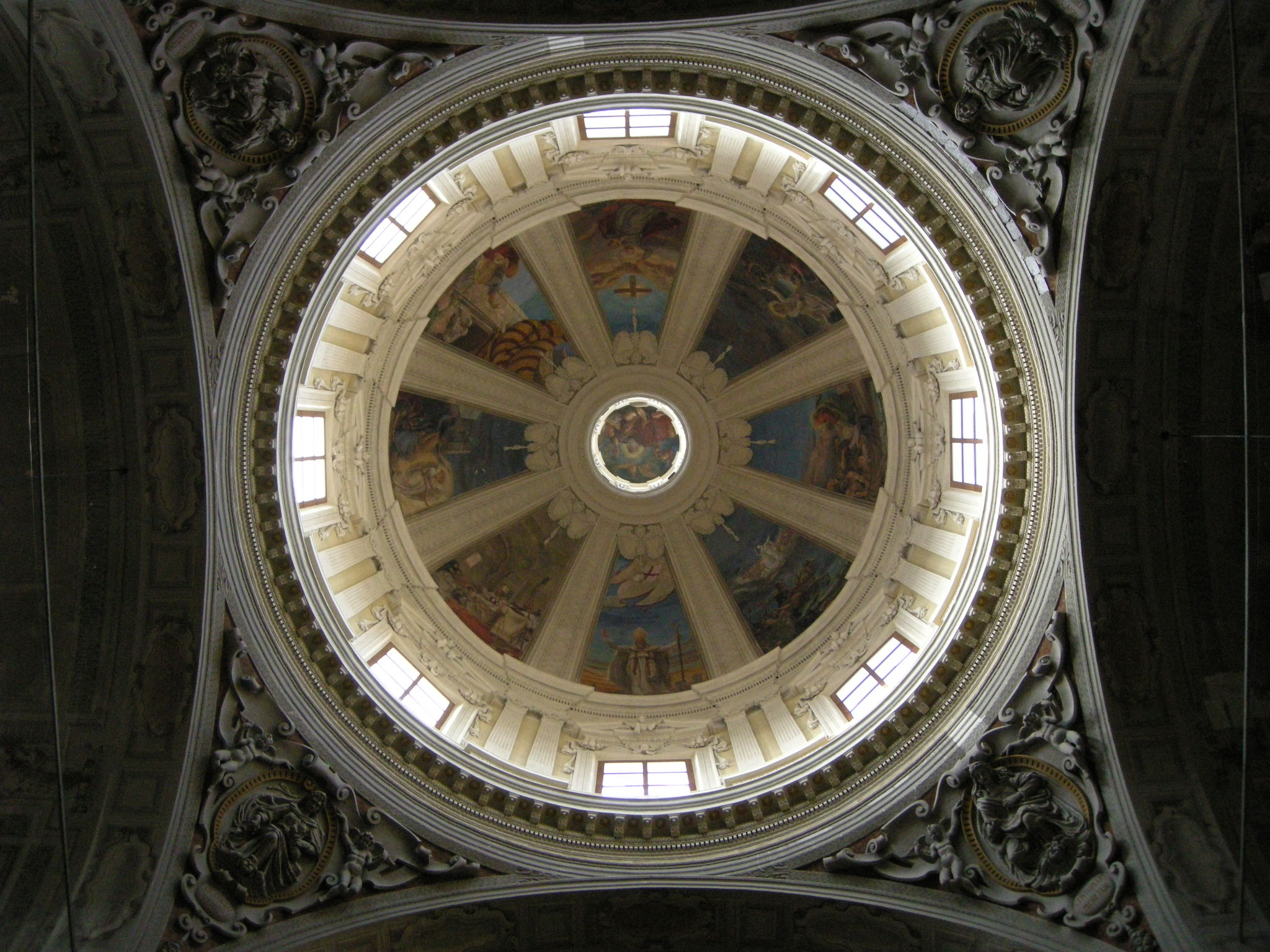
Coupole vue de l'intérieur